# Носса-Сеньора-да-Граса-душ-Деголадуш
Носса-Сеньора-да-Граса-душ-Деголадуш (порт. Nossa Senhora da Graça dos Degolados)  —  район (фрегезия) в Португалии,  входит в округ Порталегре. Является составной частью муниципалитета  Кампу-Майор. По старому административному делению входил в провинцию Алту-Алентежу. Входит в экономико-статистический  субрегион Алту-Алентежу, который входит в Алентежу. Население составляет 536 человек на 2001 год. Занимает площадь 35,72 км².